# Chupe Salvador
Francisco Salvador Elá (Mongomo, Guinea Ecuatorial, 9 de mayo de 1980), más conocido como Chupe, es un futbolista ecuatoguineano que también posee la nacionalidad española. Juega como delantero en el Happy Valley de la First Division League hongkonesa.

## Biografía
Chupe nació el 9 de mayo de 1980 en Mongomo, Guinea Ecuatorial, de padre español y madre ecuatoguineana. Tiene un hermano llamado Gregorio, quien también es futbolista, actualmente jugando en Los Molinos como defensor central. A los tres años, Chupe dejó su país con su familia y emigró a Almería (España).

## Carrera internacional
Chupe fue uno de los delanteros de su selección nacional en los partidos ante Togo, correspondientes a la primera fase de la clasificación de CAF para la Copa Mundial de Fútbol de 2006. En ese equipo, también se hallaba su hermano Gregorio con quien luego coincidiría en el Vera.
En mayo de 2011, volvió a tener una convocatoria tras varios años sin ser tenido en cuenta.

## Clubes
| Club                    | País      | Año       |
| ----------------------- | --------- | --------- |
| Real Madrid C. F. "C"   | España    | 1999–2000 |
| A. D. Alcorcón (cedido) | España    | 2000–2001 |
| Real Madrid C. F. "B"   | España    | 2001–2004 |
| U. D. Las Palmas        | España    | 2004–2005 |
| C. D. Puertollano       | España    | 2005      |
| Rayo Vallecano          | España    | 2006      |
| C. D. Leganés           | España    | 2006      |
| F. C. Chiasso           | Suiza     | 2007      |
| C. D. Vera              | España    | 2007–2008 |
| C. D. Binéfar           | España    | 2009      |
| S. D. Noja              | España    | 2009–2010 |
| S. D. Leioa             | España    | 2010      |
| S. D. Noja              | España    | 2010–2012 |
| Kazincbarcikai S. C.    | Hungría   | 2012–2013 |
| Happy Valley A. A.      | Hong Kong | 2013–act. |